# Capnia longicauda
Capnia longicauda är en bäcksländeart som beskrevs av Zhiltzova 1969. Capnia longicauda ingår i släktet Capnia och familjen småbäcksländor. Inga underarter finns listade i Catalogue of Life.